# Primer gobierno de Alfonso Fernández Mañueco
El primer Gobierno Fernández Mañueco fue el ejecutivo regional de Castilla y León constituido inicialmente tras la investidura en julio de 2019 de Alfonso Fernández Mañueco como presidente de dicha comunidad autónoma española. Se mantuvo activo hasta la celebración de las anticipadas elecciones a las Cortes de Castilla y León de 2022, que dieron paso al segundo gobierno Fernández Mañueco

## Historia
Investido por las Cortes de Castilla y León el 9 de julio de 2019, Alfonso Fernández Mañueco tomó posesión de su primer mandato como presidente de la Junta de Castilla y León el 12 de julio.
Los miembros que escogió como consejeros de su gobierno tomaron posesión el 17 de julio, en un gobierno de coalición integrado por miembros del Partido Popular y de Ciudadanos.
| Nombre                                | Retrato                                                                 | Cargo                                                  | Inicio                  | Fin                     | Partido | Partido |
| ------------------------------------- | ----------------------------------------------------------------------- | ------------------------------------------------------ | ----------------------- | ----------------------- | ------- | ------- |
| Alfonso Fernández Mañueco             |                                                                         | Presidente de la Junta de Castilla y León              | 12 de julio de 2019     |                         |         | PP      |
| Francisco Igea Arisqueta              |                                                                         | Vicepresidente                                         | 17 de julio de 2019     | 20 de diciembre de 2021 |         | Cs      |
| Francisco Igea Arisqueta              | Portavoz                                                                | 17 de julio de 2019                                    | 20 de diciembre de 2021 |                         |         | Cs      |
| Francisco Igea Arisqueta              | Consejero de Transparencia, Ordenación del Territorio y Acción Exterior | 17 de julio de 2019                                    | 20 de diciembre de 2021 |                         |         | Cs      |
| Ángel Ibáñez Hernando                 |                                                                         | Consejero de Presidencia                               | 17 de julio de 2019     |                         |         | PP      |
| Carlos Fernández Carriedo             |                                                                         | Consejero de Economía y Hacienda                       | 17 de julio de 2019     |                         |         | PP      |
| Ana Carlota Amigo Piquero             |                                                                         | Consejera de Empleo e Industria                        | 28 de mayo de 2020      | 20 de diciembre de 2021 |         | Cs      |
| Juan Carlos Suárez-Quiñones Fernández |                                                                         | Consejero de Fomento y Medio Ambiente                  | 17 de julio de 2019     |                         |         | PP      |
| Jesús Julio Carnero García            |                                                                         | Consejero de Agricultura, Ganadería y Desarrollo Rural | 17 de julio de 2019     |                         |         | PP      |
| Verónica Casado Vicente               |                                                                         | Consejera de Sanidad                                   | 17 de julio de 2019     | 20 de diciembre de 2021 |         | [ 5 ]   |
| Isabel Blanco Llamas                  |                                                                         | Consejera de Familia e Igualdad de Oportunidades       | 17 de julio de 2019     |                         |         | PP      |
| Rocío Lucas Navas                     |                                                                         | Consejera de Educación                                 | 17 de julio de 2019     |                         |         | PP      |
| Javier Ortega Álvarez                 |                                                                         | Consejero de Cultura y Turismo                         | 17 de julio de 2019     | 20 de diciembre de 2021 |         | Cs      |
| Germán Barrios García                 |                                                                         | Consejero de Empleo e Industria                        | 17 de julio de 2019     | 26 de mayo de 2020      |         | Cs      |